# St. George (Utah)
St. George város az USA Utah államában. Washington megyében, melynek megyeszékhelye is. Lakosainak száma 95 342 fő (2020. április 1.).

## Népesség
A település népességének változása:
| Lakosok száma | 72 897 | 76 817 | 78 505 | 95 342 |
|               | 2010   | 2013   | 2014   | 2020   |